# La Lanterne
La Lanterne, también conocido como Pabellón de los Faroles, es un pabellón de caza situado en Versalles (Francia). Es, junto con el Fuerte de Brégançon en el departamento de Var, una de las dos residencias de retiro del presidente de la República Francesa.
La finca es adyacente al Parque de Versalles y está situada en la carretera que une Versalles con Saint-Cyr-l'École. En ella está emplazado un edificio principal de dos pisos en forma de U con una sección central de 20 por 6 metros. La sección central está flanqueada por dos alas paralelas (más bajas y construidas en fecha posterior) que enmarcan un patio de grava. Un carril arbolado une el patio con la carretera de Saint-Cyr. La finca también contiene una piscina, una pista de tenis y cinco habitaciones para huéspedes.

## Ubicación
La Lanterne se encuentra junto al Palacio de Versalles, en la localidad homónima. La finca tiene una superficie 4 ha, está rodeada por álamos y un muro alto, y está prohibido sobrevolarla. Se tarda media hora en llegar en automóvil desde el Palacio del Elíseo, la residencia oficial del presidente de Francia.

## Historia
El Pabellón de La Lanterne, situado en tierras aledañas a la Ménagerie, fue construido en 1787 por Philippe Louis Marc Antoine de Noailles, príncipe de Poix, capitán de caza y gobernador de Versalles, y fue ofrecido al padre de este, el conde de Noailles por el rey Luis XV. Entonces, contaba con una planta baja así como un ático. Las fachadas estucadas estaban divididas en siete tramos, de los que el central estaba coronado por un frontón. Sin embargo, en ausencia de fuentes documentales, se desconoce el arquitecto de la obra.
Durante la Revolución, el Pabellón de la Lanterne fue enajenado, al igual que el resto de los edificios del Palacio de Versalles, antes de ser comprado de nuevo por la Corona en 1818 durante la Restauración. Entre 1847 y 1848, alojó al director de la ganadería de la Ménagerie, y luego, a partir de 1848, al director del Instituto Agronómico, que reemplazó a la ganadería. Durante este período fue objeto de dos campañas de restauración. Desde 1872, fue alquilado a varias personalidades, como el millonario estadounidense James Gordon Bennett, Jr.
Bajo la Quinta República Francesa, a partir de 1959 pasó a tener el uso de residencia oficial secundaria del primer ministro. Michel Rocard, primer ministro entre 1988 y 1991, hizo construir una piscina y una pista de tenis. Édouard Balladur, quien ocupó el mismo cargo entre 1993 y 1995, enterró a su perro en el jardín. Lionel Jospin, primer ministro entre 1997 y 2002, pasó la mayoría de los fines de semana en el pabellón junto con su esposa Sylviane Agacinski. Dominique de Villepin, primer ministro entre 2005 y 2007, destacó su amplia bodega de vinos. Desde 2007, bajo la presidencia de Nicolas Sarkozy, también se ha puesto a disposición del presidente de Francia. Su cena de bodas con Carla Bruni tuvo lugar allí.
En diciembre de 2020, el presidente Emmanuel Macron, infectado de SARS-CoV-2 durante la pandemia de COVID-19 en Francia, decidió autoconfinarse en el antiguo pabellón de caza y trabajar desde allí a partir del día 17 de diciembre.